# Oj Hrvatska mati
Oj Hrvatska mati (poznata i kao Zovi, samo zovi po stihovima pripjeva), hrvatska domoljubna pjesma nepoznata autora iz 19. stoljeća. 
Nastala je u okvirima hrvatskog sveslavenstva i južnoslavenskih strujanja hrvatske politike u poilirskom i poslijepreporodnom dobu. Iz tih razloga prvo su je svojatali Jugoslaveni u Kraljevini Jugoslaviji s ciljem zbližavanja južnoslavenskih naroda, a kasnije i u Srbiji, gdje nije promijenjen dio hrvatskoga zapisa pjesme koji spominje Liku i Herceg-Bosnu, koje je vlast prozivala »srpskim zemljama«, ali je dodan spomen Crne Gore.
 

Prema zapisima književnika Slavka Ježića, pjesma se često pjevala na zagrebačkim ulicama 1920-ih, o čemu je pisao i u svojoj knjižici o zagrebačkoj uličnoj i zabavnoj glazbi iz 1923. godine:
»I doista, vani s ulice dopiralo je u sobu bučno pjevanje: Zovi, samo zovi! / Svi će sokolovi / Za te život dati!«

I Alfons Hribar piše 1929. u svojoj knjizi:
»U vezu razmišljan o našoj narodnoj tragediji i đačkim nasim manifestacijama srpsko-hrvatske omladine "zovi samo zovi!" i narodni nas genij zove, jer je kucnuo odlučan čas, a mi Hrvati.«
Pjesmu su otpjevali i Zlatni dukati te je pjesma postigla veliku popularnost tijekom Domovinskog rata. Nakon rata prerasla je u jednu od najpoznatijih hrvatskih domoljubnih pjesama te se redovito pjeva na športskim susretima, svečanostima, blagdanima i obljetnicama. Primjerice, nakon plasmana hrvatske nogometne momčadi u završnicu Svjetskog prvenstva u Rusiji 2018., predsjednica Kolinda Grabar-Kitarović zapjevala je s Vatrenima pjesmu Oj Hrvatska mati tijekom proslave pobjede u svlačionici.